# Suki Suki Daisuki
Suki Suki Daisuki (すき♥すき♥だいすきっ?) è un manga shōjo scritto e disegnato da An Nakahara e pubblicato in Giappone nel 2002 in volume unico.
Un sequel di Suki Suki Daisuki, intitolato Zutto Suki Suki Daisuki è stato creato dalla stessa An Nakahara nel 2003. È formato da un unico volume, che racconta le vicende di una sedicenne segretamente sposata con il suo professore.